# Scopula ancellata
Scopula ancellata — вид пядениц из подсемейства Sterrhinae. Встречается в Северной Америке от запада Квебека до Северо-Западных территорий и Британской Колумбии и на юге до Мичигана, Индианы и Аризоны. Обитают в смешанных и хвойных лесах.
Размах крыльев составляет около 23 миллиметров. Взрослые особи светло-коричневого цвета с четкими темными поперечными линиями и дискообразными пятнами.
Личинки питаются на Meliotus alba и Alnus tenuifolia.

## Подвиды
- Scopula ancellata ancellata
- Scopula ancellata catenes (Druce, 1892)